# Малий Косью
Малий Косью́ (рос. Малый Косью) — річка в Республіці Комі, Росія, права притока річки Ілич, правої притоки річки Печора. Протікає територією Троїцько-Печорського району.
Річка протікає на південь, північний захід, південний захід, південний схід, схід, південний захід, південь та південний схід.